# Éliminatoires de la Coupe d'Afrique des nations de football 2017
Navigation
Qualifications CAN 2015 Qualifications CAN 2019
Les qualifications à la Coupe d'Afrique des nations de football 2017 mettent aux prises 52 équipes nationales africaines, y compris le Gabon pourtant qualifié d'office en tant que pays hôte, afin de qualifier 15 formations pour disputer la phase finale. Le Gabon est intégré au Groupe I, (Côte d’Ivoire, Sierra Leone, Soudan) et joue en amical contre chacun de ces trois adversaires (les points ne seront pas comptabilisés). 
Le Maroc, qui s'était désisté de l'organisation de la CAN 2015 (récupérée par la Guinée équatoriale) participe également à cette phase qualificative. D'abord suspendu par la CAF, il a été réintégré aux qualifications après avoir obtenu gain de cause auprès du Tribunal arbitral du sport (TAS).

## Équipes qualifiées

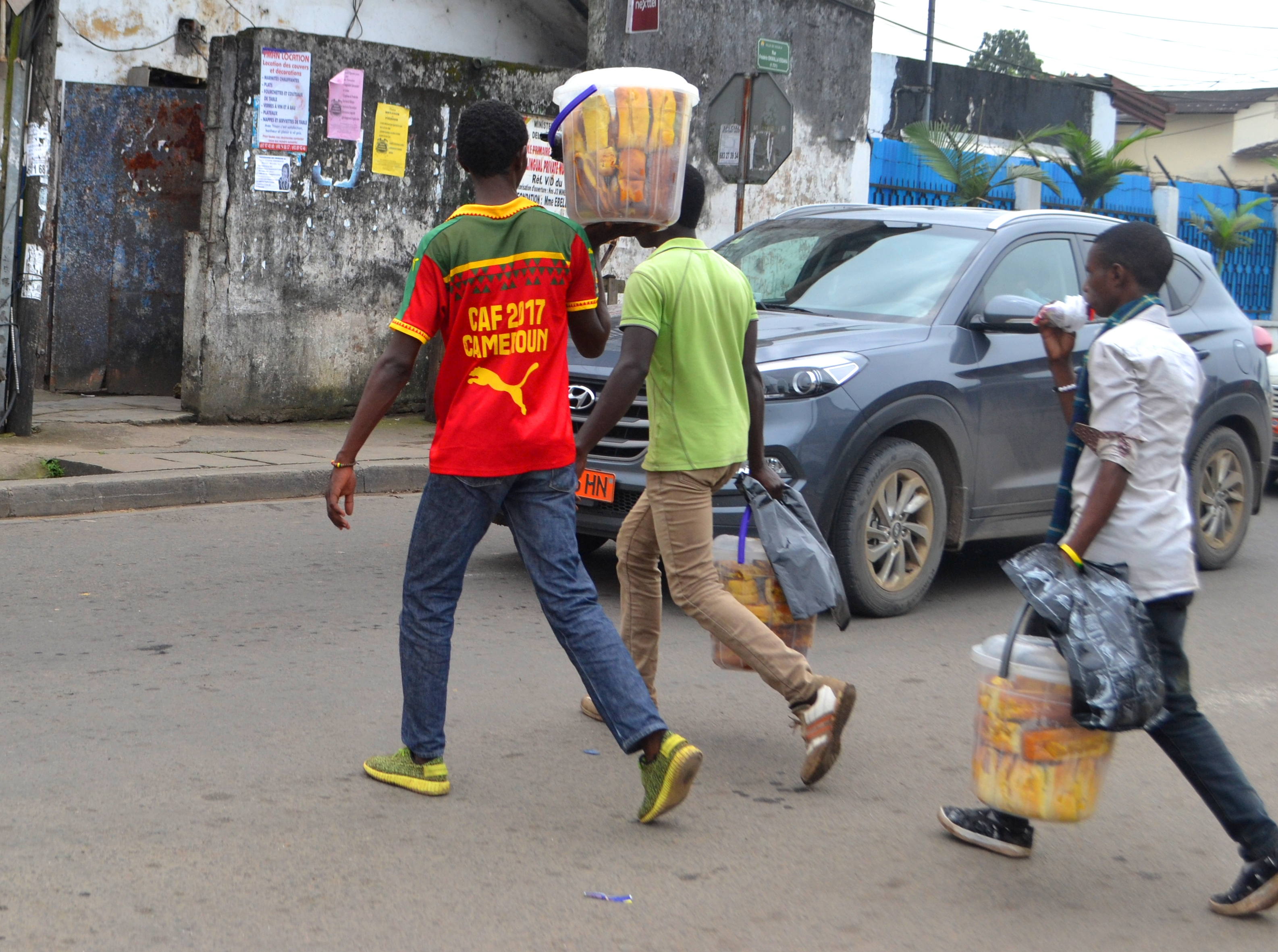
Supporters à Douala (Cameroun).

- Gabon (Pays Hôte: Qualifié le 08/04/2015)
- Maroc (Qualifié le 29/03/2016)
- Algérie (Qualifié le 02/06/2016)
- Cameroun (Qualifié le 03/06/2016)
- Sénégal (Qualifié le 04/06/2016)
- Égypte (Qualifié le 04/06/2016)
- Guinée-Bissau (Qualifié le 05/06/2016)
- Ghana (Qualifié le 05/06/2016)
- Mali (Qualifié le 12/06/2016)
- Zimbabwe (Qualifié le 12/06/2016)
- Côte d'Ivoire (Qualifié le 03/09/2016)
- Burkina Faso (Qualifié le 04/09/2016)
- Ouganda (Qualifié le 04/09/2016, en tant que premier meilleur deuxième)
- RD Congo (qualifié le 04/09/2016)
- Tunisie (Qualifié le 04/09/2016)
- Togo (Qualifié le 04/09/2016, en tant que deuxième meilleur deuxième, grâce à une meilleure différence de but par rapport au  Bénin et l' Éthiopie).

## Tirage au sort
- Le tirage au sort a eu lieu le mercredi 8 avril 2015 au Caire. Les chapeaux sont désignés via un classement CAF (construit d'après les résultats des équipes lors des éliminatoires et phase finales des CAN 2012, 2013, 2015 et Coupe du monde 2014.)[3].

### Répartition des groupes
- Le tirage au sort a lieu le mercredi 8 avril 2015 au Caire.

| Groupe | Équipe 1      | Équipe 2           | Équipe 3     | Équipe 4             |
| ------ | ------------- | ------------------ | ------------ | -------------------- |
| A      | Tunisie       | Togo               | Liberia      | Djibouti             |
| B      | RD Congo      | Angola             | Centrafrique | Madagascar           |
| C      | Mali          | Guinée équatoriale | Bénin        | Soudan du Sud        |
| D      | Burkina Faso  | Ouganda            | Botswana     | Comores              |
| E      | Zambie        | Congo              | Kenya        | Guinée-Bissau        |
| F      | Cap-Vert      | Maroc              | Libye        | Sao Tomé-et-Principe |
| G      | Nigeria       | Égypte             | Tanzanie     | Tchad                |
| H      | Ghana         | Mozambique         | Rwanda       | Maurice              |
| I      | Côte d'Ivoire | Soudan             | Sierra Leone | Gabon                |
| J      | Algérie       | Éthiopie           | Lesotho      | Seychelles           |
| K      | Sénégal       | Niger              | Namibie      | Burundi              |
| L      | Guinée        | Malawi             | Zimbabwe     | Eswatini             |
| M      | Cameroun      | Afrique du Sud     | Gambie       | Mauritanie           |

## Résultats
Le premier de chaque poule sera qualifié pour la phase finale ainsi que les deux meilleurs deuxièmes, à l’exception de la poule dans laquelle va figurer le Gabon qui n’aura la possibilité de ne qualifier qu’une seule équipe. Par ailleurs, en cas de forfait d’une sélection, un groupe se retrouvant avec seulement trois formations ne pourrait prétendre à un second ticket en tant que meilleur deuxième.

### Groupe A
| Rang | Équipe   | Pts | J | G | N | P | Bp | Bc | Diff |  | Résultats (▼ dom., ► ext.) |     |     |     |     |
| ---- | -------- | --- | - | - | - | - | -- | -- | ---- |  | -------------------------- | --- | --- | --- | --- |
| 1    | Tunisie  | 13  | 6 | 4 | 1 | 1 | 16 | 3  | +13  |  | Tunisie                    |     | 1-0 | 4-1 | 8-1 |
| 2    | Togo     | 11  | 6 | 3 | 2 | 1 | 11 | 4  | +7   |  | Togo                       | 0-0 |     | 2-1 | 5-0 |
| 3    | Liberia  | 10  | 6 | 3 | 1 | 2 | 11 | 8  | +3   |  | Liberia                    | 1-0 | 2-2 |     | 5-0 |
| 4    | Djibouti | 0   | 6 | 0 | 0 | 6 | 1  | 24 | -23  |  | Djibouti                   | 0-3 | 0-2 | 0-1 |     |

### Groupe B
| Rang | Équipe       | Pts | J | G | N | P | Bp | Bc | Diff |  | Résultats (▼ dom., ► ext.) |     |     |     |     |
| ---- | ------------ | --- | - | - | - | - | -- | -- | ---- |  | -------------------------- | --- | --- | --- | --- |
| 1    | RD Congo     | 15  | 6 | 5 | 0 | 1 | 16 | 6  | +10  |  | RD Congo                   |     | 4-1 | 2-1 | 2-1 |
| 2    | Centrafrique | 10  | 6 | 3 | 1 | 2 | 9  | 11 | -2   |  | Centrafrique               | 2-0 |     | 3-1 | 2-1 |
| 3    | Angola       | 5   | 6 | 1 | 2 | 3 | 7  | 8  | -1   |  | Angola                     | 0-2 | 4-0 |     | 1-1 |
| 4    | Madagascar   | 3   | 6 | 0 | 3 | 3 | 5  | 12 | -7   |  | Madagascar                 | 1-6 | 1-1 | 0-0 |     |

### Groupe C
| Rang | Équipe             | Pts | J | G | N | P | Bp | Bc | Diff |  | Résultats (▼ dom., ► ext.) |     |     |     |     |
| ---- | ------------------ | --- | - | - | - | - | -- | -- | ---- |  | -------------------------- | --- | --- | --- | --- |
| 1    | Mali               | 16  | 6 | 5 | 1 | 0 | 13 | 3  | +10  |  | Mali                       |     | 5-2 | 1-0 | 2-0 |
| 2    | Bénin              | 11  | 6 | 3 | 2 | 1 | 12 | 10 | +2   |  | Bénin                      | 1-1 |     | 2-1 | 4-1 |
| 3    | Guinée équatoriale | 4   | 6 | 1 | 1 | 4 | 6  | 6  | 0    |  | Guinée équatoriale         | 0-1 | 1-1 |     | 4-0 |
| 4    | Soudan du Sud      | 3   | 6 | 1 | 0 | 5 | 3  | 15 | -12  |  | Soudan du Sud              | 0-3 | 1-2 | 1-0 |     |

### Groupe D
| Rang | Équipe       | Pts | J | G | N | P | Bp | Bc | Diff |  | Résultats (▼ dom., ► ext.) |     |     |     |     |
| ---- | ------------ | --- | - | - | - | - | -- | -- | ---- |  | -------------------------- | --- | --- | --- | --- |
| 1    | Burkina Faso | 13  | 6 | 4 | 1 | 1 | 6  | 2  | +4   |  | Burkina Faso               |     | 1-0 | 2-1 | 2-0 |
| 2    | Ouganda      | 13  | 6 | 4 | 1 | 1 | 6  | 2  | +4   |  | Ouganda                    | 0-0 |     | 2-0 | 1-0 |
| 3    | Botswana     | 6   | 6 | 2 | 0 | 4 | 5  | 8  | -3   |  | Botswana                   | 1-0 | 1-2 |     | 2-1 |
| 4    | Comores      | 3   | 6 | 1 | 0 | 5 | 2  | 7  | -5   |  | Comores                    | 0-1 | 0-1 | 1-0 |     |

### Groupe E
| Rang | Équipe        | Pts | J | G | N | P | Bp | Bc | Diff |  | Résultats (▼ dom., ► ext.) |     |     |     |     |
| ---- | ------------- | --- | - | - | - | - | -- | -- | ---- |  | -------------------------- | --- | --- | --- | --- |
| 1    | Guinée-Bissau | 10  | 6 | 3 | 1 | 2 | 7  | 7  | 0    |  | Guinée-Bissau              |     | 2-4 | 3-2 | 1-0 |
| 2    | Congo         | 9   | 6 | 2 | 3 | 1 | 9  | 7  | +2   |  | Congo                      | 1-0 |     | 1-1 | 1-1 |
| 3    | Zambie        | 7   | 6 | 1 | 4 | 1 | 7  | 7  | 0    |  | Zambie                     | 0-0 | 1-1 |     | 1-1 |
| 4    | Kenya         | 5   | 6 | 1 | 2 | 3 | 5  | 7  | -2   |  | Kenya                      | 0-1 | 2-1 | 1-2 |     |

### Groupe F
| Rang | Équipe               | Pts | J | G | N | P | Bp | Bc | Diff |  | Résultats (▼ dom., ► ext.) |     |     |     |     |
| ---- | -------------------- | --- | - | - | - | - | -- | -- | ---- |  | -------------------------- | --- | --- | --- | --- |
| 1    | Maroc                | 16  | 6 | 5 | 1 | 0 | 10 | 1  | +9   |  | Maroc                      |     | 2-0 | 1-0 | 2-0 |
| 2    | Cap-Vert             | 9   | 6 | 3 | 0 | 3 | 11 | 7  | +4   |  | Cap-Vert                   | 0-1 |     | 0-1 | 7-1 |
| 3    | Libye                | 7   | 6 | 2 | 1 | 3 | 8  | 6  | +2   |  | Libye                      | 1-1 | 1-2 |     | 4-0 |
| 4    | Sao Tomé-et-Principe | 3   | 6 | 1 | 0 | 5 | 4  | 19 | -15  |  | Sao Tomé-et-Principe       | 0-3 | 1-2 | 2-1 |     |

### Groupe G
Le Tchad abandonne la compétition le 27 mars 2016 en raison de graves problèmes financiers. Par conséquent, tous les matchs du Tchad ne sont pas comptabilisés (Tchad 1-5 Égypte, Tchad 0-1 Tanzanie et Nigeria 2-0 Tchad) et le deuxième ne peut plus se qualifier.
| Rang | Équipe   | Pts | J | G | N | P | Bp | Bc | Diff |  | Résultats (▼ dom., ► ext.) |     |     |     |  |
| ---- | -------- | --- | - | - | - | - | -- | -- | ---- |  | -------------------------- | --- | --- | --- |  |
| 1    | Égypte   | 10  | 4 | 3 | 1 | 0 | 7  | 1  | +6   |  | Égypte                     |     | 1-0 | 3-0 |  |
| 2    | Nigeria  | 5   | 4 | 1 | 2 | 1 | 2  | 2  | 0    |  | Nigeria                    | 1-1 |     | 1-0 |  |
| 3    | Tanzanie | 1   | 4 | 0 | 1 | 3 | 0  | 6  | -6   |  | Tanzanie                   | 0-2 | 0-0 |     |  |
| 4    | Tchad    |     |   |   |   |   |    |    |      |  | Tchad                      |     |     |     |  |

### Groupe H
| Rang | Équipe     | Pts | J | G | N | P | Bp | Bc | Diff |  | Résultats (▼ dom., ► ext.) |     |     |     |     |
| ---- | ---------- | --- | - | - | - | - | -- | -- | ---- |  | -------------------------- | --- | --- | --- | --- |
| 1    | Ghana      | 14  | 6 | 4 | 2 | 0 | 14 | 3  | +11  |  | Ghana                      |     | 1-1 | 3-1 | 7-1 |
| 2    | Rwanda     | 7   | 6 | 2 | 1 | 3 | 9  | 6  | +3   |  | Rwanda                     | 0-1 |     | 2-3 | 5-0 |
| 3    | Mozambique | 7   | 6 | 2 | 1 | 3 | 5  | 7  | -2   |  | Mozambique                 | 0-0 | 0-1 |     | 1-0 |
| 4    | Maurice    | 6   | 6 | 2 | 0 | 4 | 3  | 15 | -12  |  | Maurice                    | 0-2 | 1-0 | 1-0 |     |

### Groupe I
En tant que pays organisateur de la Coupe d'Afrique des nations 2017, le Gabon est qualifié d'office pour la phase finale de la compétition. Cependant, l'équipe prend tout de même part aux éliminatoires en disputant des matchs amicaux contre les autres membres du Groupe I. Bien que les résultats de ces rencontres ne soient pas pris en compte, la présence de la nation hôte implique que seul le vainqueur du groupe se qualifie à la CAN.
| Rang | Équipe        | Pts | J | G | N | P | Bp | Bc | Diff |  | Résultats (▼ dom., ► ext.) |     |     |     |  |
| ---- | ------------- | --- | - | - | - | - | -- | -- | ---- |  | -------------------------- | --- | --- | --- |  |
| 1    | Côte d'Ivoire | 6   | 4 | 1 | 3 | 0 | 3  | 2  | +1   |  | Côte d'Ivoire              |     | 1-1 | 1-0 |  |
| 2    | Sierra Leone  | 5   | 4 | 1 | 2 | 1 | 2  | 2  | 0    |  | Sierra Leone               | 0-0 |     | 1-0 |  |
| 3    | Soudan        | 4   | 4 | 1 | 1 | 2 | 2  | 3  | -1   |  | Soudan                     | 1-1 | 1-0 |     |  |
| 4    | Gabon         |     |   |   |   |   |    |    |      |  | Gabon                      |     |     |     |  |

### Groupe J
| Rang | Équipe     | Pts | J | G | N | P | Bp | Bc | Diff |  | Résultats (▼ dom., ► ext.) |     |     |     |     |
| ---- | ---------- | --- | - | - | - | - | -- | -- | ---- |  | -------------------------- | --- | --- | --- | --- |
| 1    | Algérie    | 16  | 6 | 5 | 1 | 0 | 25 | 5  | +20  |  | Algérie                    |     | 7-1 | 4-0 | 6-0 |
| 2    | Éthiopie   | 11  | 6 | 3 | 2 | 1 | 11 | 14 | -3   |  | Éthiopie                   | 3-3 |     | 2-1 | 2-1 |
| 3    | Seychelles | 4   | 6 | 1 | 1 | 4 | 5  | 11 | -6   |  | Seychelles                 | 0-2 | 1-1 |     | 2-0 |
| 4    | Lesotho    | 3   | 6 | 1 | 0 | 5 | 5  | 16 | -11  |  | Lesotho                    | 1-3 | 1-2 | 2-1 |     |

### Groupe K
| Rang | Équipe  | Pts | J | G | N | P | Bp | Bc | Diff |  | Résultats (▼ dom., ► ext.) |     |     |     |     |
| ---- | ------- | --- | - | - | - | - | -- | -- | ---- |  | -------------------------- | --- | --- | --- | --- |
| 1    | Sénégal | 18  | 6 | 6 | 0 | 0 | 13 | 2  | +11  |  | Sénégal                    |     | 3-1 | 2-0 | 2-0 |
| 2    | Burundi | 7   | 6 | 2 | 1 | 3 | 7  | 9  | -2   |  | Burundi                    | 0-2 |     | 1-3 | 2-0 |
| 3    | Namibie | 6   | 6 | 2 | 0 | 4 | 5  | 9  | -4   |  | Namibie                    | 0-2 | 1-3 |     | 1-0 |
| 4    | Niger   | 4   | 6 | 1 | 1 | 4 | 2  | 7  | -5   |  | Niger                      | 1-2 | 0-0 | 1-0 |     |

### Groupe L
| Rang | Équipe   | Pts | J | G | N | P | Bp | Bc | Diff |  | Résultats (▼ dom., ► ext.) |     |     |     |     |
| ---- | -------- | --- | - | - | - | - | -- | -- | ---- |  | -------------------------- | --- | --- | --- | --- |
| 1    | Zimbabwe | 11  | 6 | 3 | 2 | 1 | 11 | 4  | +7   |  | Zimbabwe                   |     | 4-0 | 1-1 | 3-0 |
| 2    | Eswatini | 8   | 6 | 2 | 2 | 2 | 6  | 9  | -3   |  | Eswatini                   | 1-1 |     | 1-0 | 2-2 |
| 3    | Guinée   | 8   | 6 | 2 | 2 | 2 | 5  | 5  | 0    |  | Guinée                     | 1-0 | 1-2 |     | 0-0 |
| 4    | Malawi   | 5   | 6 | 1 | 2 | 3 | 5  | 9  | -4   |  | Malawi                     | 1-2 | 1-0 | 1-2 |     |

### Groupe M
| Rang | Équipe         | Pts | J | G | N | P | Bp | Bc | Diff |  | Résultats (▼ dom., ► ext.) |     |     |     |     |
| ---- | -------------- | --- | - | - | - | - | -- | -- | ---- |  | -------------------------- | --- | --- | --- | --- |
| 1    | Cameroun       | 14  | 6 | 4 | 2 | 0 | 7  | 2  | +5   |  | Cameroun                   |     | 1-0 | 2-2 | 2-0 |
| 2    | Mauritanie     | 8   | 6 | 2 | 2 | 2 | 6  | 5  | +1   |  | Mauritanie                 | 0-1 |     | 3-1 | 2-1 |
| 3    | Afrique du Sud | 7   | 6 | 1 | 4 | 1 | 8  | 6  | +2   |  | Afrique du Sud             | 0-0 | 1-1 |     | 0-0 |
| 4    | Gambie         | 2   | 6 | 0 | 2 | 4 | 1  | 9  | -8   |  | Gambie                     | 0-1 | 0-0 | 0-4 |     |

## Meilleurs buteurs
Lors de la première journée, 71 buts ont été inscrits en 25 rencontres (en moyenne 2,84 buts sont inscrits par match).